# Gaššulawiya
Gaššulawiya (nicht zu verwechseln mit Gaššuliyawiya, einer Tochter des Ḫattušili III. deren übliche Schreibweise manchmal auch für Gaššulawiya verwendet wird) war eine Ehefrau des hethitischen Großkönigs Muršili II. und vermutlich auch Großkönigin.
Aus hethitischen Quellen sind die Namen zweier Gattinnen Mursilis II., der von ca. 1321 bis 1295 v. Chr. regierte, bekannt: Gaššulawiya und Danuḫepa, von denen letztere als die spätere Ehefrau gesichert ist (s. u.). Bekannt ist ferner, dass die erste Frau in Muršilis neuntem Regierungsjahr verstarb und er mit ihr mindestens einen Sohn hatte. Dies geht aus zwei Texten hervor, in denen er seine Stiefmutter und amtierende Großkönigin Tawananna u. a. beschuldigte, durch Verfluchungen den Tod seiner ersten Frau – deren Namen in den Texten jeweils nicht erhalten ist – verursacht zu haben und auch seinen Sohn verflucht habe; weshalb er sie später u. a. wegen Hexerei anklagte, einen Prozess initiierte sie und schließlich ihres Amtes als Großkönigin enthob. Plausibel wäre es nun zu schießen, dass mit der im neunten Jahr verstorbenen Gattin Gaššulawiya gemeint ist und Muršili nach ihrem Tod Danuḫepa heiratete. Allerdings wurde ein Kreuzsiegel entdeckt, auf dem Mursili und Gaššulawiya erscheinen, letztere als Großkönigin bezeichnet. Da aber Tawannanna bis zu ihrer Absetzung, die ja erst nach dem Tod der ersten Frau geschah, rechtmäßige Königin war, hatte Gaššulawiya überhaupt keinen Anspruch auf diesen Titel. Für diesen Widerspruch gibt es zwei Erklärungen:
1. Gaššulawiya hat trotzdem den Titel angenommen und es gab parallel zwei Großköniginnen. Zwar würde dies ein Motiv für den Zorn der Stiefmutter Muršilis auf dessen Ehefrau erklären, jedoch ist bisher kein vergleichbarer Fall bei Großköniginnen bekannt (allenfall bei Großkönigen, bei denen aber dann in der Regel der Sohn vom Vater als Mitregent eingesetzt wurde). Metin Alpaslan hält diese Möglichkeit für „sehr zweifelhaft“.[2]
2. Muršili war nicht zwei- sondern dreimal verheiratet. In dem Fall wäre Gaššulawiya seine zweite Frau und die im 9. Regierungsjahr verstorbene eine bisher unbekannte Gattin, die in keiner der bisher bekannten Urkunden erwähnt wird.

Die zweite Erklärung würde das Problem lösen, weshalb Gaššulawiya als Großkönigin tituliert wird. Sie wäre dann nach der Amtsenthebung ihrer Vorgängerin Großkönigin geworden. Auch wäre sie dann wahrscheinlich Mutter der vier weiteren Söhne Muršilis II: der beiden künftigen Großkönige Muwattalli II. und Ḫattušili III. sowie des Ḫalpa-šulupi und des Maššana-uzzi. Ein erhaltenes Bittgebet für die Genesung einer schwer erkrankten Person namens Gaššulawiya (CTH 380 + KBo 31.80), dessen Datierung in die Zeit des Muršili jedoch strittig ist. wurde wahrscheinlich durch Tawananna gesprochen, was in der Forschung schon lange für Irritationen sorgte, da doch die Großkönigin die erste Frau Muršilis gehasst haben soll. Trevor Bryce erklärt dies damit, dass Tawananna dazu verpflichtet war, da es zu ihren religiösen Aufgaben als Großkönigin zählte, bei solchen Bittgebete zu sprechen. Falls die im 9. Jahr verstorbene Ehefrau aber gar nicht Gaššulawiya war, wäre dieser Widerspruch beseitigt.
Jedoch wirft auch diese Lösung Probleme auf: Abgesehen davon, dass Muršili dann gleich zwei Ehefrauen in recht jungen Jahren verloren hätte, beteuerte Ḫattušili III., der jüngste von fünf sicher bezeugten Söhnen Mursilis, später, dass er noch ein Kind war, als die Amtsenthebung der Tawananna geschah, und ihn daher keine Schuld daran träfe. Dies würde aber bedeuten, dass zwischen dem Tod der ersten Frau Mursilis im neunten Regierungsjahr und der Amtsenthebung mindestens 5–6 Jahre vergangen sein müssen, demnach „Tawananna noch mindestens bis zum 14. oder 15. Regierungsjahr Muršilis das Amt der Königin ausgeführt hätte.“ Sicher bezeugt ist sie als Großkönigin aber nur noch für das 10. Regierungsjahr, durch einen Text (CTH 70), in dem Muršili seine Stiefmutter diverser Vergehen, inklusive des Mordes an seiner Frau anklagt.
Zusammenfassend lässt sich sagen, dass immer noch nicht sicher ist, ob Gaššulawiya die erste Frau Muršilis war und im 9. Jahr, angeblich durch Mitschuld der Tawananna, starb oder erst auf diese, dann namentlich nicht bekannte Ehefrau folgte. Auf jeden Fall wurde sie auf einem Siegel als Großkönigin bezeichnet. Sicher ist mittlerweile, dass Muršili II. nach dem Tode Gaššulawiyas noch Danuḫepa heiratete, was früher wegen noch fehlender eindeutiger Belege zuweilen angezweifelt wurde nun aber durch einen Siegel, der Muršili II. und Danuhepa nennt, bewiesen ist.